# オネスト
オネスト（Onesto、2019年2月9日 - ）は、アイルランド生産・フランス調教の競走馬。主な勝ち鞍は2022年のパリ大賞、グレフュール賞。

## 戦績

### デビュー前
2019年2月9日、アメリカ合衆国を本拠とするダイヤモンドクリークファームのアダム・ボウエンによって生産され、アイルランドのクールモアで誕生した。父はガリレオ産駒の種牡馬フランケル。母は、シーザスターズ牝駒の未出走馬オンショアで、G1競走優勝馬スーケラを祖とする牝系に属する血統馬。ボウエンが、2016年タタソールズ社12月繁殖牝馬セールでジャドモントファームから購入したものである。近親には、種牡馬ダンシリやシャンゼリゼなどを生産した繁殖牝馬ハシリ、アニマルキングダムを生産した種牡馬ルロワデザニモー、ナンソープステークス勝ち馬ソーファクチュアルなどがいる。本馬の血統では、ガリレオとシーザスターズの半兄弟が祖父であるため、アーバンシーの3×3のインブリードが成立している。
2020年10月、タタソールズ社10月1歳馬セールに上場され、ダイヤモンドクリークファームの顧問マイク・エーカーズによって18万5000ギニーの価格で買い戻された。次いで、パンデミックの影響で2歳馬のセールが延期または中止される可能性があったため、本馬はアメリカに輸送されることとなった。翌2021年4月、アメリカのオカラ2歳セールに上場されると、フランスのユベール・ギュイ・ブラッドストックによって53万5000ドルで落札された。この時エージェントのユベール・ギュイは、本馬の時計の速さと血統面に注目したという。その後、ジャン＝ピエール＝ジョゼフ・デュボワの所有馬となり、ファブリス・シャペ調教師のもとに預託された。オネスト（Onesto）という馬名は、イタリア語で「誠実な」という意味がある。

### 2歳時（2021年）
2021年9月24日、シャンティイに厩舎を置くシャペの管理馬として、オネストはシャンティイ競馬場の2歳新馬戦（芝1600メートル）でデビュー。主戦騎手ステファン・パスキエを背にし、最後方の位置取りから直線で全馬を交わして2馬身1/2差での初勝利を挙げる。その後、10月21日ドーヴィル競馬場の条件戦アラジ賞（オールウェザー1500メートル）に出走。競走では追い上げたが、勝ち馬ウェルワルに3/4馬身届かず2着となった。本馬はこの2戦で2歳シーズンを終えた。

### 3歳時（2022年）
2022年4月17日、パリロンシャン競馬場で施行されたフォンテーヌプロー賞（G3、芝1600メートル）で始動。競走では最後方から進んだが、見せ場を作ることなくウェルワルの8着に敗戦した。続いて5月8日のグレフュール賞（G2、芝2100メートル）に出走。後方から追い込んで後続に2馬身半差をつける快勝でグループ競走初制覇を果たした。その後は、国内では凱旋門賞に次ぐ高額賞金であるフランスのダービー競走ジョッケクルブ賞（G1、芝2100メートル）に出走。イギリス調教馬モダンゲームズが1番人気、外枠を引いた本馬は5番人気となった。競走では、やはり最後方の位置取りで馬群を追走し、直線では追い上げていったが、圧勝した勝ち馬ヴァデニから6馬身3/4差遅れた5着に敗れた。フランスギャロ公式ハンデキャッパーによるレーティングは、グレフュール賞の1着、ジョッケクルブ賞の5着がともに111ポンドの評価となった。
7月11日、本馬の馬主にジェラール・オーギュスタン=ノルマンが加わり、勝負服は同氏のものへと変更された。7月14日、凱旋門賞と同じコースで施行されるパリ大賞典（G1、芝2400メートル）に出走し、オッズ3.9倍のエルダーエルダロフに続く2番人気タイに支持された。競走は後方から競馬を進めて、残り400メートルからスパート。逃げるシムカミルとの追い比べをクビ差で制してG1初制覇を果たした。上がりの各600、400、200メートルの走りはいずれも出走馬中最速であった。これによってダイヤモンドクリークファーム生産馬はG1競走初勝利。フランケル産駒は25頭目のG1勝利、シーザスターズの母父としての産駒はG1初勝利を達成した。競走後、シャペ調教師は凱旋門賞の「いい予行演習になったと思わないかい?」と語った。レーティングは117ポンドとされた。また、この競走は、その後2着馬シムカミルがニエル賞を勝ち、3着馬エルボデゴンがコックスプレートで3着に入り、4着馬エルダーエルダロフがセントレジャーを勝つという出走馬構成であった。
G1競走優勝馬となったオネストは、アイルランド・レパーズタウン競馬場に遠征し、9月10日に施行されるアイルランド中距離王者決定戦アイリッシュチャンピオンステークス（G1、芝10ハロン）に出走した。この競走でパスキエは、約2000メートルの距離を意識し、これまでより本馬を早めに動かしていくことになった。最後方から競馬を始めた本馬は、中間点からルクセンブルクの横まで位置取りを上げる。そして先行馬の間から直線に入ると、ルクセンブルクと叩き合いとなるも、最後は1/2馬身差の2着に敗れた。本馬のレーティングは、ルクセンブルク（122）に対する2着が評価されて121ポンドまで上昇した。
10ハロン路線でも実績を残したオネストの次走は、馬場状態を考慮しながら凱旋門賞またはチャンピオンステークスが検討された。最終的に前走の3週間後に施行された凱旋門賞（G1、芝2400メートル）に出走するが、アルピニスタが優勝したなかで20頭立ての10着に敗れた。シャペは、「直前の大雨で経験した事のない道悪になったのが痛かった」と語り、馬場状態を敗因に挙げた。
その後、陣営は日本の東京競馬場で行われるジャパンカップ（GI）への参戦意向を表明。厩舎から約24時間の輸送で11月18日の6時35分に来日し、同日の11時30分に東京競馬場へ到着した。シャペは、親切な招待を受けたこと、またパリ大賞を勝ったことでボーナスがあること、凱旋門賞の後の調子が非常に良かったこと、翌2023年の始動戦となる予定のガネー賞まで6か月の間隔があることなどを踏まえ、同競走の出走を決定したと説明した。騎手は主戦のパスキエに替わって日本競馬に慣れているクリストフ・ルメールが配された。11月27日、単勝13.3倍の6番人気で第42回ジャパンカップに出走した。競走では、道中6番手付近を折り合って追走。直線に入ると窮屈な態勢となったなか、残り400メートルで内ラチ沿いに入り込み、次いで外側に進路を取ったが、結局勝ち馬ヴェラアズールの7着に敗れた。競走後、シャペとルメールは、競走中に前が塞がる不利があったことについて言及した。

### 4歳時（2023年）
4月30日のガネー賞に出走する予定だったが、重馬場が予想されたため回避。5月29日のイスパーン賞(G1)に鞍上ランフランコ・デットーリで出走することになったが、当日の朝に出走を取り消した。
8月13日のジャック・ル・マロワ賞(G1)に出走。約9か月ぶりの休み明けでで3歳春以来のマイル戦であったがインスパイラルの4着と好走した。
その後は9月9日のアイリッシュチャンピオンステークス(G1)にデットーリ騎手と組んで出走するもオーギュストロダンの7着に敗れた。
10月1日の凱旋門賞(G1)は鞍上マキシム・ギュイヨンで出走。JRAオッズでは13番人気、PMUオッズでも11番人気という低評価であった。レースは最後方で待機、直線入口ではスルーセブンシーズの進路を蓋するように進出を開始し、エースインパクトと共に大外から伸びて3着と激走を見せた。
その後は予定通りブリーダーズカップ・ターフに出走。オーギュストロダンと並走するような形で後方3・4番手を追走するも、オーギュストロダンの6着に敗れた。これを最後に現役を引退した。

## 競走成績
以下の内容は、France Galop、Racing Post、JRA-VAN ver.World、JBISサーチによる。
| 出走日     | 競馬場             | 競走名               | 格 | 頭数 | オッズ（人気） | 着順 | 騎手         | 斤量 | 距離（馬場）    | タイム  | 着差      | 1着（2着）馬    |
| ---------- | ------------------ | -------------------- | -- | ---- | -------------- | ---- | ------------ | ---- | --------------- | ------- | --------- | --------------- |
| 2021.09.24 | シャンティイ       | 未勝利戦             |    | 10   | 08.5（4人）    | 01着 | S.パスキエ   | 58.0 | 芝1600m（稍）   | 1:41.04 | 2馬身1/2  | （Badge）       |
| 0000.10.21 | ドーヴィル         | 条件戦               | C2 | 6    | 02.9（2人）    | 02着 | S.パスキエ   | 57.0 | 全1500m（良）   | -       | 3/4馬身   | Welwal          |
| 2022.04.17 | パリロンシャン     | フォンテーヌブロー賞 | G3 | 10   | 11.0（6人）    | 08着 | S.パスキエ   | 58.0 | 芝1600m（稍）   | -       | 4馬身     | Welwal          |
| 0000.05.08 | サンクルー         | グレフュール賞       | G2 | 6    | 13.4（5人）    | 01着 | S.パスキエ   | 58.0 | 芝2100m（稍）   | 2:11.43 | 2馬身1/2  | （Agave）       |
| 0000.06.05 | シャンティイ       | 仏ダービー           | G1 | 15   | 11.0（5人）    | 05着 | S.パスキエ   | 58.0 | 芝2100m（重）   | 2:07.66 | 6馬身3/4  | Vadeni          |
| 0000.07.14 | パリロンシャン     | パリ大賞             | G1 | 6    | 04.3（2人）    | 01着 | S.パスキエ   | 58.5 | 芝2400m（稍）   | 2:27.76 | クビ      | （Simca Mille） |
| 0000.09.10 | レパーズタウン     | 愛チャンピオンS      | G1 | 7    | 12.0（5人）    | 02着 | S.パスキエ   | 58.5 | 芝10f（重）     | -       | 1/2馬身   | Luxembourg      |
| 0000.10.02 | パリロンシャン     | 凱旋門賞             | G1 | 20   | 12.0（7人）    | 10着 | S.パスキエ   | 56.5 | 芝2400m（重）   | 2:37.34 | 9馬身     | Alpinista       |
| 0000.11.27 | 東京               | ジャパンC            | GI | 18   | 13.3（6人）    | 07着 | C.ルメール   | 55   | 芝2400m（良）   | 2:24.4  | 4馬身3/4  | ヴェラアズール  |
| 2023.05.29 | パリロンシャン     | イスパーン賞         | G1 | 6    |                | 取消 |              | 58   | 芝1850m（稍重） |         |           | Anmaat          |
| 0000.08.13 | ドーヴィル         | ジャックルマロワ賞   | G1 | 11   | 27.0（9人）    | 04着 | C.デムーロ   | 59.5 | 芝1600m（稍重） | -       | 3+1⁄2馬身 | Inspiral        |
| 0000.09.09 | レパーズタウン     | 愛チャンピオンS      | G1 | 8    | 9.0（6人）     | 7着  | L.デットーリ | 61   | 芝2000m（良）   | -       | 7馬身     | Auguste Rodin   |
| 0000.10.01 | ロンシャン         | 凱旋門賞             | G1 | 15   | 73.9（13人）   | 3着  | M.ギュイヨン | 59.5 | 芝2400m（稍重） | -       | 1+3⁄4馬身 | Ace Impact      |
| 0000.11.04 | サンタアニタパーク | BCターフ             | G1 | 11   | 11.1（6人）    | 6着  | M.ギュイヨン | 57   | 芝2400m（良）   | -       | 3+1⁄4馬身 | Auguste Rodin   |

## 種牡馬時代
2024年よりフランスのエトレアム牧場で種牡馬入りすることになった。初年度の種付け料は1万2500ユーロ（約200万円）に設定されている。

## 血統表
| オネストの血統       | オネストの血統                                                                 | オネストの血統                                                                 | （血統表の出典）                                                               | （血統表の出典） |
| 父系                 | サドラーズウェルズ系                                                           | サドラーズウェルズ系                                                           | サドラーズウェルズ系                                                           |                  |
| 父 Frankel 2008 鹿毛 | 父の父Galileo 1998 鹿毛                                                        | Sadler's Wells                                                                 | Northern Dancer                                                                | Northern Dancer  |
| 父 Frankel 2008 鹿毛 | 父の父Galileo 1998 鹿毛                                                        | Sadler's Wells                                                                 | Fairy Bridge                                                                   |                  |
| 父 Frankel 2008 鹿毛 | 父の父Galileo 1998 鹿毛                                                        | Urban Sea                                                                      | Miswaki                                                                        | Miswaki          |
| 父 Frankel 2008 鹿毛 | 父の父Galileo 1998 鹿毛                                                        | Urban Sea                                                                      | Allegretta                                                                     |                  |
| 父 Frankel 2008 鹿毛 | 父の母Kind 2001 鹿毛                                                           | *デインヒル                                                                    | Danzig                                                                         | Danzig           |
| 父 Frankel 2008 鹿毛 | 父の母Kind 2001 鹿毛                                                           | *デインヒル                                                                    | Razyana                                                                        |                  |
| 父 Frankel 2008 鹿毛 | 父の母Kind 2001 鹿毛                                                           | Rainbow Lake                                                                   | Rainbow Quest                                                                  | Rainbow Quest    |
| 父 Frankel 2008 鹿毛 | 父の母Kind 2001 鹿毛                                                           | Rainbow Lake                                                                   | Rockfest                                                                       |                  |
| 母 Onshore 2013 栗毛 | 母の父Sea The Stars 2006 鹿毛                                                  | Cape Cross                                                                     | Green Desert                                                                   | Green Desert     |
| 母 Onshore 2013 栗毛 | 母の父Sea The Stars 2006 鹿毛                                                  | Cape Cross                                                                     | Park Appeal                                                                    |                  |
| 母 Onshore 2013 栗毛 | 母の父Sea The Stars 2006 鹿毛                                                  | Urban Sea                                                                      | Miswaki                                                                        | Miswaki          |
| 母 Onshore 2013 栗毛 | 母の父Sea The Stars 2006 鹿毛                                                  | Urban Sea                                                                      | Allegretta                                                                     |                  |
| 母 Onshore 2013 栗毛 | 母の母Kalima 2002 鹿毛                                                         | Kahyasi                                                                        | *イルドブルボン                                                                | *イルドブルボン  |
| 母 Onshore 2013 栗毛 | 母の母Kalima 2002 鹿毛                                                         | Kahyasi                                                                        | Kadissya                                                                       |                  |
| 母 Onshore 2013 栗毛 | 母の母Kalima 2002 鹿毛                                                         | Kerali                                                                         | High Line                                                                      | High Line        |
| 母 Onshore 2013 栗毛 | 母の母Kalima 2002 鹿毛                                                         | Kerali                                                                         | Sookera                                                                        |                  |
| 母系(F-No.)          | Sedbury Royal Mare(FN:11)                                                      | Sedbury Royal Mare(FN:11)                                                      | Sedbury Royal Mare(FN:11)                                                      | [ § 2 ]          |
| 5代内の近親交配      | Urban Sea：S3×M3、Northern Dancer：S4×S5、Danzig：S4×M5、Blushing Groom：S5×M5 | Urban Sea：S3×M3、Northern Dancer：S4×S5、Danzig：S4×M5、Blushing Groom：S5×M5 | Urban Sea：S3×M3、Northern Dancer：S4×S5、Danzig：S4×M5、Blushing Groom：S5×M5 | [ § 3 ]          |
| 出典                 | 1. 2. 3.                                                                       | 1. 2. 3.                                                                       | 1. 2. 3.                                                                       | 1. 2. 3.         |